# Ondo (stát)
Ondo je jeden ze 36 států Nigérie. Leží v jihozápadní části země a jeho hlavním městem je Akure. Na severu sousedí se státem Ekiti, na severovýchodě se státem Kogi, na východě se státem Edo, na jihovýchodě se státem Delta, na jihozápadě se státem Ogun a na severozápadě se státem Osun. Na jižní hranici státu se nachází Guinejský záliv. V roce 2022 zde žilo přibližně 5,3 milionu obyvatel. Vznikl v únoru 1976. Dominantním jazykem ve státě je jorubština, převažují zde etničtí Jorubové.